# خیابان دنی
خیابان دنی (به انگلیسی: Danny the Street) یک شخصیت خیالی در کتاب‌های کامیک آمریکایی منتشر شده توسط دی‌سی کامیکس است. او یک قطعه جغرافیایی مسکونی زنده، و دارای ادراک است که می‌تواند با اراده و به شکلی جادویی و یکپارچه خود را در هر محوطه شهری بدون هرگونه اختلال در محیط اطراف قرار دهد و به طور آزادانه با هر نوع موجود دارای خرد و درایت از طریق روش‌های مختلف بصری همچون چاپ کلمات بنا به میل و در مجارت خود ارتباط برقرار کند. او بین شهرها و در هر نقطه‌ای از جهان حرکت، و در آن‌ها نفوذ می‌کند، در نتیجه برای شهروندان شادی به ارمغان می‌آورد. دنی از چندین قدرت ابرانسانی برخوردار است، که از قابل توجه‌ترین آن‌ها می‌توان به توانایی دورنوردی اشاره کرد.
این شخصیت توسط نویسنده گرانت موریسون و طراح ریچارد کیس خلق شده‌است؛ که برای اولین بار در شمارهٔ ۳۵ از مجموعه دووم پاترول (اوت ۱۹۹۰) حضور پیدا کرد. نام او برگرفته از شخصیت زنانه دانی لا رو است، بطوریکه «لا رو» در فرانسوی به معنای «خیابان» می‌باشد.
اولین حضور رسمی خیابان دنی در قسمت هشت از مجموعه تلویزیونی لایو اکشن دووم پاترول (۲۰۱۹) بود.